# Audea zimmeri
Audea zimmeri là một loài bướm đêm trong họ Erebidae.